# Amiga HAM
Amiga HAM (Amiga Hold-and-Modify) – sposób interpretacji pamięci ekranu w komputerach Amiga, pozwalający wyświetlić kolor 12-bitowy (4096 kolorów) przy rzeczywistej 6-bitowej głębokości ekranu. Można go interpretować jako stratną kompresję obrazu, dekompresja odbywa się w czasie rzeczywistym podczas wyświetlania (przenoszenia skompresowanej zawartości bufora ramki na ekran)
Tryb HAM był pierwotnie zaimplementowany w prototypach Amigi jako eksperyment, nie miał trafić do finalnego produktu. Pozostawiono go, ponieważ jego usunięcie wymagałoby zbyt radykalnego przekonstruowania układu.

## Zasada działania
W trybie HAM sześciobitowe dane piksela interpretowane są następująco:
- pierwsze cztery bity to bity danych
- następne dwa bity to bity sterujące, możliwe cztery wartości to:
  - set - nakazuje normalną interpretację bitów danych (jako nr koloru w aktualnej palecie)
  - modify red – składowe zielona i niebieska koloru pozostają takie, jak w poprzednim pikselu (hold), składowa czerwona przyjmuje czterobitową wartość bitów danych (modify)
  - modify green – jak wyżej, ale modyfikowana jest składowa zielona
  - modify blue – jak wyżej, ale modyfikowana jest składowa niebieska.

Mając możliwość ustawienia poszczególnych składowych koloru dla danego piksela, uzyskujemy (2^4)*(2^4)*(2^4)=4096 kolorów na ekranie. Ponieważ jednak dla danego piksela możemy zmienić tylko jedną składową, przejście z jednego do drugiego koloru zajmuje tyle pikseli, iloma składowymi kolory się różnią (tzn. jeśli wszystkimi, to trzy) – efektywna rozdzielczość pozioma koloru jest trzykrotnie niższa niż rozdzielczość pozioma ekranu. Powoduje to powstanie smug pikseli w nieoczekiwanych barwach na granicy obszarów o kolorach, których przynajmniej dwie składowe się różnią (tzw. rampa).

## HAM8
W układach graficznych AGA dane piksela są ośmiobitowe. W trybie HAM, (tu nazwanym HAM8, od powstania AGA poprzedni tryb HAM określano jako HAM6) bity sterujące nadal są dwa, a składową koloru (o ile jest zmieniana) określa sześć pozostałych; jednak zmieniane nadal mogą być tylko cztery (najbardziej znaczące). Często określa się ten tryb jako wyświetlający 262 tys. kolorów, w praktyce trudno obliczyć rzeczywistą ich ilość na ekranie (zależy to od rozdzielczości wyświetlanego obrazu). 